# Катар (озеро)
Катар — пресноводное озеро в Нанайском районе Хабаровского края России. Площадь зеркала — 10,5 км², подвержена колебаниям в зависимости от времени года. Водосборная площадь — 262 км². Озеро Катар находится в левобережной пойме нижнего течения реки Амур, соединяется с ней протоками Разбойничья, Катарская и др.
Имеет вытянутую форму, длина около 12,2 км, ширина в южной части достигает 2 км. Береговая линия сильно изрезана длинными и узкими заливами и вдающимися полуостровами. Реки Левая и Правый Ключ впадают в озеро на севере. Имеет сток в Амур через протоки.
Берега низкие, со всех сторон заболоченные: к востоку примыкает болото Дабандинская Марь, к западу — Катарская Марь. Лишь на юге имеется небольшой местами сухой участок дубового леса — урочище Нижний Катар. Ближайшие населённые пункты, сёла Сикачи-Алян и Малышево, находятся в 25 км к юго-востоку, на другой стороне Амура.